# Keith Cardona
Keith Francis Cardona (* 7. November 1992 in Glen Rock, New Jersey) ist ein US-amerikanischer Fußballtorwart, der seit 2015 im Aufgebot von Indy Eleven mit Spielbetrieb in der North American Soccer League, einer zweitklassigen nordamerikanischen Profiliga, steht.

## Vereinskarriere

### Karrierebeginn
Keith Cardona kam am 7. November 1992 als Sohn von Matthew und Pamela Cardona im Borough Glen Rock im US-Bundesstaat New Jersey auf die Welt, wuchs dort mit seiner Schwester auf und begann noch in jungen Jahren seine Karriere als Fußballspieler. Diese setzte er im fortgeschrittenen Alter unter anderem an der Glen Rock High School, an der er auch im schuleigenen Fußballteam in Erscheinung trat, fort. Als 13-Jähriger wurde er in der Jugendabteilung des Major-League-Soccer-Franchises New York Red Bulls aufgenommen und durchlief dort von der U-14 bis zur U-18 sämtliche Jugendspielklassen. Unter Trainer Paul O’Donnell, der schon seit 2002, als das Team noch unter dem Namen MetroStars in Erscheinung trat, an der Akademie tätig ist, gelangen ihm unter anderem zwei Staatsmeistertitel. Während er an der Glen Rock High School eingeschrieben war und spätere Fußballprofis wie Dan Metzger oder Kyle Roach zu seinen Klassenkameraden zählten, wurde er je zwei Mal als NSCAA All-American und Parade All-American ausgezeichnet. Während dieser Zeit schaffte er auch den Sprung in die US-amerikanischen U-17- und U-18-Nationalauswahlen, in denen er nicht minder erfolgreich war.

### Wechsel an die University of Maryland, College Park
Nach seinem High-School-Abschluss begann Cardona ein Business- und Marketingstudium an der University of Maryland, College Park, an der er parallel dazu auch als Torwart im Herrenfußballteam der Sportabteilung Maryland Terrapins in der Atlantic Coast Conference (ACC) in Erscheinung trat. In seinem Freshman-Jahr 2011 kam der 1,93 m große Torhüter in vier Meisterschaftspartien zum Einsatz, von denen er in allen von Beginn an das Tor seiner Mannschaft hütete. Im Anschluss an die reguläre Spielzeit wurde er auch in den beiden Spielen während der NCAA Division I Men’s Soccer Championship 2011 eingesetzt, wo die Mannschaft nach einem 4:0-Erfolg über die West Virginia Mountaineers in der zweiten Runde der Regional 2 im nachfolgenden Drittrundenspiel mit 2:4 gegen die Konkurrenten der Louisville Cardinals unterlagen und vom laufenden Turnier ausschieden. Dennoch konnte die Mannschaft mit Casey Townsend, der über den gesamten Turnierverlauf hinweg vier Tore, darunter ein Hattrick beim 4:0-Sieg über West Virginia, erzielte, den torgefährlichsten Spieler des gesamten Turniers aufwarten.
In seinem Sophomore-Jahr, dem zweiten Jahr an der Universität, avancierte Keith Cardona zum Stammtorhüter der Terrapins und brachte es über die gesamte Saison hinweg auf 20 Meisterschaftsauftritte. Über das ganze Spieljahr 2012 hinweg hielt er insgesamt 40 Torschüsse und kam mit seiner Mannschaft nach Siegen in der zweiten, der dritten und der Viertelfinalrunde der Regional 4 der NCAA Division I Men’s Soccer Championship 2012 bis in die National Semifinals des College Cup. Dort unterlagen die Terrapins erst im Elfmeterschießen den Georgetown Hoyas von der Georgetown University und schafften somit nur knapp nicht den Einzug ins Finalspiel.

### Erste Einsätze im Herrenfußball, Legionär in Österreich und Profidebüt
Noch während seiner Zeit an der UMCP und auch kurz danach trat Cardona für die New York Red Bulls U-23, das zu dieser Zeit einzigen Amateurteam der New York Red Bulls, mit Spielbetrieb in der als viertklassig anzusehenden National Premier Soccer League, in Erscheinung. Unter Bob Montgomery rangierte er zum Saisonende des Spieljahres 2011 hinter Seacoast United Phantoms (NPSL) (Zweiter) und den Brooklyn Italians (Erster) auf dem dritten Platz der so bezeichneten Northeast Division – Atlantic Conference, einer Staffel der zu diesem Zeitpunkt sechsgleisig verlaufenden Amateurliga. Im nachfolgenden Spieljahr 2012 kam er mit dem Team nach elf Siegen aus 14 Meisterschaftsspielen auf den ersten Platz der regulären Saison und schied erst, nach einem 2:0-Halbfinalsieg über die Morris County Colonials, in den Division Finals mit 2:3 gegen den FC Sonic aus. Nachdem er sein Studium 2012 beendet hatte, hielt Cardona dem Team auch im Jahr 2013 die Treue. In diesem belegte er mit dem Team, das noch immer in der Northeast Division – Atlantic Conference, einer von mittlerweile zehn parallel verlaufenden Staffeln, spielte, obgleich einer besseren Tordifferenz und gleich vielen Punkten lediglich den zweiten Platz hinter den Brooklyn Italians. Unter dem Engländer Simon Nee trat er daraufhin auch noch in den Play-offs an, schied dort jedoch bereits im ersten Spiel mit 1:2 gegen den Greater Binghamton FC aus.
Noch bevor die New York Red Bulls U-23 im nachfolgenden Jahr nach zwölf Siegen aus ebenso vielen Spielen und einer Tordifferenz von 54 zu 4 Toren den Meistertitel der National Premier Soccer League gewinnen konnten, trat Cardona bereits seinen Wechsel nach Europa an, wo er beim FC Liefering, dem Farmteam des österreichischen Bundesligisten FC Red Bull Salzburg, mit Spielbetrieb in der zweitklassigen Ersten Liga unterkam. Nachdem sein Wechsel bereits Anfang Juli 2014 bestätigt wurde, folgte die Anmeldung des Spielers beim Verband in Österreich erst mit 17. Juli 2014, einen Tag vor dem Start der Österreichischen Fußballmeisterschaft 2014/15 in der österreichischen Zweitklassigkeit. Beim Probetraining in Österreich im Juni desselben Jahres stach er seinen Teamkollegen Santiago Castaño aus, der sich ebenfalls um einen Platz in Liefering bemühte. In der Mannschaft kam er als Nummer vier hinter Stammkraft Fabian Bredlow (29 Ligaeinsätze) und dessen Ersatzmänner Lawrence Ati Zigi (sechs Ligaeinsätze) und Michael Höfler (drei Ligaeinsätze) nicht zum erwünschten Durchbruch und saß nur ein einziges Mal, bei einem 1:1-Auswärtsremis gegen den Floridsdorfer AC am 19. September 2016, ohne Einsatz auf der Ersatzbank.
Ende März 2015 trat Keith Cardona wieder die Rückkehr in die Vereinigten Staaten an, wo er vom North-American-Soccer-League-Franchise Indy Eleven unter Vertrag genommen wurde. Nachdem er in den ersten beiden Ligapartien noch gar nicht im Kader des Zweitligisten war, saß er am 18. April 2015 bei einem 2:1-Auswärtssieg über die San Antonio Scorpions erstmals ohne Einsatz auf der Ersatzbank. In weiterer Folge war er über das gesamte Spieljahr 2015 bei jedem Meisterschaftsspiel dabei, entweder auf dem Feld oder auf der Ersatzbank. Gegen die Jacksonville Armada wurde er am 9. Mai 2015 unter Juergen Sommer erstmals über die volle Spieldauer eingesetzt und gab dabei gleichzeitig sein Profidebüt als Fußballspieler. Nachdem er auch im nachfolgenden Spiel eingesetzt worden war, kam er drei Monate lang nicht zum Einsatz, wurde kurzzeitig an das USL-Franchise Wilmington Hammerheads verliehen und war ab Anfang September wieder Starter im Team aus Indianapolis. Dieses Position als Stammtorhüter gab er, mit Ausnahme von drei Ligaspielen, bis zum Saisonende am 1. November 2015 auch nicht auf. In der teilweise recht dicht gestaffelten Gesamttabelle, bestehend aus der zehn Spiele umfassenden Frühjahrs- und der 20 Spiele umfassenden Herbstsaison, rangierte er mit Indy Eleven schließlich auf dem neunten von insgesamt elf Plätzen. Bei den Wilmington Hammerheads in der nordamerikanischen Drittklassigkeit hatte er von 16. Juni bis 5. Juli einen auf drei Wochen befristeten Leihvertrag; in dieser Zeit absolvierte er für das Team ein Spiel über die vollen 90 Minuten, ein 0:0-Remis gegen die Richmond Kickers.

## Nationalmannschaftskarriere
Noch während seiner High-School-Zeit sammelte Cardona erste internationale Erfahrungen, als er unter anderem im Mai 2009 erstmals in die US-amerikanische U-17-Nationalmannschaft einberufen wurde. Mit dieser nahm er unter Wílmer Cabrera auch an der U-17-Fußball-Weltmeisterschaft 2009 in Nigeria teil, wurde dabei selbst jedoch nicht eingesetzt und war nur dritter Torhüter hinter Earl Edwards junior (Erster) und Spencer Richey (Zweiter). Nachdem er dennoch in diversen U-17-Länderspielen zum Einsatz gekommen war, wurde er im Jahre 2010 auch erstmals in die U-18-Auswahl seines Heimatlandes berufen, konnte jedoch auch hier keine nennenswerten Einsätze als Stammkraft verzeichnen.

## Erfolge
mit den New York Red Bulls U-23
- Meister der regulären Saison der Northeast Division – Atlantic Conference der National Premier Soccer League: 2012